# Renault Espace V
La Renault Espace V è la quinta generazione della Renault Espace, un'autovettura monovolume di fascia medio-alta prodotta dalla casa automobilistica francese Renault. La presentazione al pubblico in veste ufficiale è avvenuta al Salone dell'automobile di Parigi il 25 settembre del 2014.

## Il contesto

### Profilo
Nel 2014, dato che la Espace IV aveva ormai dodici anni, la casa francese doveva creare un'auto che potesse sostituire quella che fino ad allora era una grande monovolume. Allora pensò alla quinta generazione della Espace, che è molto diversa rispetto alle vecchie generazioni: infatti è stata trasformata in un crossover, ma siccome il nome Espace, da quattro decenni ormai identificava una monovolume sette posti, diventa un incrocio tra una monovolume sette posti e un crossover. Si distacca, in parte, dalla linea delle precedenti Espace: essa presenta nervature sul cofano motore e profili più aerodinamici che la rendono più slanciata, diventando più alta da terra e con la carrozzeria più bassa.

### Debutto
La vettura è stata anticipata dalla concept car Renault Initiale Paris, presentata a settembre 2013 al Salone di Francoforte. La versione definitiva ha esordito il 25 settembre 2014. 

### Design
Il frontale si adatta agli altri nuovi modelli con la mascherina sottile ai lati e spessa al centro per ospitare la grande losanga Renault, una calandra con abbondante presenza di listelli cromati, fari a forma di tornado, nervature sul portellone posteriore e sul cofano anteriore e linee più spigolose.

### Restyling 2019
Il restyling è stato presentato il 25 novembre 2019.
All'interno, la plancia è dotata di un nuovo touch screen da 9,3 pollici che utilizza il sistema Easy Link e le manopole di regolazione del climatizzatore adottano al loro interno un piccolo display digitale che mostra la temperatura impostata.
All'esterno, l'Espace V riceve un nuovo paraurti anteriore con una griglia rivista e nuovi fari adattivi LED Matrix, mentre nella parte posteriore ci sono fanali leggermente modificati e un nuovo paraurti con due terminali di scarico. La produzione delle versioni a benzina è stata interrotta nel 2020.